# 金山高中強盜殺人案
金山高中強盜殺人案是一起發生在中華民國臺北縣金山鄉（今新北市金山區）金山高中附近的一起強盜殺人案，犯罪人曾思儒（35歲，原金山高中國中部特教教師，師範大學特殊教育學士）因為積欠卡債而在原租屋處行竊，卻遇到被害人何佳燕（26歲，金山高中國中部理化教師，師範大學科學教育碩士），因而轉為強盜殺人，以殘忍的方式凌虐被害人致死。最後依強盜殺人罪嫌在中華民國高等法院2003年9月4日二審判決死刑，褫奪公權終身。2006年遭到中華民國最高法院駁回上訴，全案定讞。經過法務部部長曾勇夫批准，2012年12月21日曾思儒於臺北監獄刑場（附設於新北市土城區土城看守所內）槍決伏法。

## 凶犯
曾思儒（1967年－2012年12月21日 ，以下簡稱曾某），服兵役時曾於谷關受特種部隊士官訓練，師範大學特教系畢業後，分發為金山高中國中部特教班教師，後轉任中和自強國中特教班教師，因為生活奢侈，花新臺幣90萬元買休旅車，故向女友借了約30萬元，亦向大量同事商借一萬元至數萬元不等，共積欠數十萬元，之後，又濫刷信用卡，積欠卡債60萬元，甚至向地下錢莊借款7萬元，造成財務吃緊。
曾某原在金山中華路租一寢室居住，因為調職為中和自強國中特教班老師而搬離，隨後由金山高中的何佳燕及李姓、許姓等3位老師合租。曾思儒在退租後，未歸還鑰匙，因此可以輕易入侵其寢室，曾某因經濟狀況周轉不靈，打算行竊。

## 案發經過
2002年10月25日20時，曾某認為時值星期五的夜間，是周休二日前的空檔，在金山中華路租屋的何佳燕等三名老師應該都會省親訪友，故欲闖空門行竊，曾某為確定無人留居租賃處，先開車至屋外察看，發現房內無燈光，再撥打合租人李姓老師房內電話，亦無人接聽，確定屋內無人後，以鑰匙開啟大門，因為內心掙扎，退出屋外，前往金山海邊，與女友通話約40分鐘。幾經思考，仍決定行竊，故先至萬里野柳之西藥房，購買橡膠手套一副，避免留下指紋。
23時，曾某穿戴剛買的橡膠手套侵入屋內，正要著手搜刮財物時，何佳燕突然手提餐點進入，曾嫌躲到廚房木門後，何佳燕隨即進入自己房間用餐，曾某見狀亦躲到其中合租人許姓老師未上鎖之房間。
23時20分，何佳燕離房如廁，並想要去客廳拿東西，經過許姓老師房門口時，不知為何停住腳步，曾某認為事跡敗露，立即衝出房門，先發制人，以左手摀住何佳燕嘴巴，何佳燕因抵抗而咬破手套並咬傷曾嫌拇指，二人重心不穩同時跌倒在房內，曾某隨手取得許姓老師房內重達15臺斤的啞鈴，朝何佳燕頭部砸了兩下，造成何佳燕頭部流血跌倒，而無法抵抗。
何佳燕身受重傷，只好向曾某哀求：「只要你不殺我，怎麼樣都可以」，並告知錢財位置，曾某即以左手勒住何佳燕頸部，持啞鈴強押到她的房間，命令她趴在床墊與牆壁間之空隙，並以房內的膠帶反綁雙手雙腳並封住其嘴巴，再進行財物搜刮，曾某依何佳燕所提供錢財位置，獲得一個小皮包（內有身分證、零錢、提款卡）、大皮包內現金新臺幣29,000元（代收學生團膳費用）、諾基亞行動電話及倫飛筆記型電腦，放入自己的背包內。得手後，曾某在客廳抽菸，思考如何善後，約半小時之後，聽到何佳燕掙扎翻身的聲響，因擔心遭到指認，至廚房拿取原先為其所有，於搬離時留置之水果刀一把，朝何佳燕頸部要害猛力連刺六下，何佳燕並未死亡，且因不堪疼痛，猛力掙脫雙手膠帶，並揮動右手握著刀刃反抗，曾某見何佳燕氣息尚存，復取房東所有之鐵鍋，朝已奄奄一息之何佳燕頭部猛敲兩下，再取何佳燕所有重約3公斤之電磁爐，置於何佳燕頭部位置，以腳踩踏，而造成何佳燕顱骨骨折，第一頸椎脫臼，引發神經性休克而死亡。曾某用力之猛，把鐵鍋都打到變形扭曲，連電磁爐也破損不堪。
曾某知悉何佳燕死亡後，抱著其遺體痛哭了十分鐘，後依然決定棄屍逃逸，為製造何佳燕自殺之假象，遂將大量衣物、被褥、椅子及電視機堆置在何佳燕身上，將何佳燕屍身完全掩蓋，又至廚房搬瓦斯桶進入房間，先緊閉門窗，再將瓦斯桶之出氣口打開，離開該房間時又將房門反鎖，以隨手取得之藍色牛仔褲沾溼，塞於門縫後離去，途經汐萬公路旁山區，將作案用之手套及當時穿著衣物丟棄，行經金山路段時，復將被害人之身分證、提款卡丟棄，並至其位於板橋的賴姓表弟家沐浴更衣，隨即到自強國中參與親師座談會。
10月28日因恐東窗事發，又至三峽白雞山區駱駝潭附近，將強盜所得之筆記型電腦棄置草叢內。嗣曾嫌開車返家途中，誤觸強盜所得何佳燕所有之行動電話快捷鍵而撥出電話，乃將之關機，惟何佳燕之弟何岳霖接獲該電話，卻無聲音，便回電何佳燕，但因已關機無法接通，何佳燕之母林瑞玉亦隨之撥打，卻只聽到「轉接語音信箱」之提示音，察覺有異，乃與何佳燕之友至金山中華路探望，始發現何佳燕遇害。
曾某雖進行多項佈置以製造被害人自殺假象；但警方透過DNA比對等，11月11日仍查出曾某涉案，曾某竟然偽裝毫不知情，還駕車到金山，找金山中學的老師飲酒餐敘，試圖掩飾並探聽警方偵辦進度，最後因為罪証確鑿，於同年11月14日之向刑警投案。

## 後續
2003年3月28日，臺灣基隆地方法院判曾某死刑。2003年5月28日，中華民國高等法院駁回上訴，判曾某死刑。之後最高法院以法律適用之問題，五次發回更審，但臺灣高等法院依然一直判曾某死刑。
2006年2月15日，最高法院駁回上訴，曾某死刑判決確定。
2012年5月，曾某毆打與他犯了同為殺人罪的鄭姓收容人，7月石姓主任管理員打算簽辦曾某違規，曾某怒持放在方塊酥鐵盒內，收藏一年多且摻雜辣椒醬的惡臭糞便，朝石主任與戒護人員潑灑共3次。
土城看守所對曾思儒做出訓誡、停止接見、放風等處罰，並向板橋地檢署（今新北地檢署）提出公然侮辱告訴，地檢署檢察官以曾思儒已是等待槍決之身，再追訴也是浪費司法資源，加上所方已做出懲處，最後以不起訴處分之。
2012年12月20日，法務部長曾勇夫簽署死刑執行令，曾思儒於12月21日18時52分於台北監獄刑場被槍決。曾思儒在死前最後訊問庭，發表了長達六分鐘的遺言，說：「我受過高等教育，教導學生守法守紀，卻犯下天理不容的滔天大罪。」承認自己後悔。但他也認為此判決過重，自認「還有價值」，不應判死刑。隨後與在2003年間縱火燒殺4人的洪明聰一同伏法，45歲生涯正式閉幕。 